# Византеа-Манастиреаска (Вранча)
Византеа-Манастиреаска (рум. Vizantea-Mânăstirească) насеље је у Румунији у округу Вранча. Oпштина се налази на надморској висини од 365 m.

## Становништво
Према подацима из 2011. године у насељу је живело 4201 становника.